# 小行星3378
小行星3378（3378 Susanvictoria）是一颗围绕太阳公转的小行星。1922年11月25日，喬治·范·比斯布魯克在威廉斯湾发现了此天体。
这颗小行星的绝对星等为91.9371291085352等。